# Austrolimnophila (Austrolimnophila) dislocata
Austrolimnophila (Austrolimnophila) dislocata is een tweevleugelige uit de familie steltmuggen (Limoniidae). De soort komt voor in het Australaziatisch gebied.